# Torment: Tides of Numenera
Torment: Tides of Numenera — компьютерная ролевая игра, созданная студией inXile Entertainment для платформ Microsoft Windows, OS X, Linux, Xbox One и PlayStation 4, вышедшая в свет 28 февраля 2017 года. 
Torment: Tides of Numenera рассматривается как «идейный наследник» культовой компьютерной игры Planescape: Torment (1999). Действие Torment: Tides of Numenera происходит в вымышленной вселенной Numenera, созданной Монте Куком — мир Numenera представляет собой планету Земля через миллиард лет, усеянную руинами и артефактами погибших цивилизаций. Главный герой игры, Последний Отверженный, в прошлом служил физической оболочкой для бессмертного божества, и перед лицом опасности вынужден разыскивать бывшего обитателя своего тела. Подобно Planescape: Torment, игра уделяет большее по сравнению с другими компьютерными ролевыми играми внимание развертыванию сюжета и взаимодействию с другими персонажами и меньшее — боям и накоплению предметов. Средства на разработку игры были собраны на сайте Kickstarter и после окончания кампании составили 4 188 927 $.

## История создания
В январе 2013 года Брайан Фарго объявил, что игра-«наследник» Planescape: Torment находится в разработке, и сообщил первые подробности о ней; к тому времени были готовы общие наброски сюжета, персонажей и тематической концепции игры. Поскольку лицензию на Planescape и ролевую систему D&D от Wizards of the Coast получить не удалось, inXile Entertainment решила использовать созданный незадолго до этого сеттинг Numenera.
6 марта 2013 года начался сбор средств на создание игры через Kickstarter и (после достижения на Kickstarter начальной цели) PayPal, который завершился 5 апреля 2013 года. Заявленная начальная цель игры — 900 тысяч долларов — была достигнута спустя 6 часов после начала сбора средств, после чего разработчики обозначили дополнительные цели.
На момент завершения кампании 5 апреля были достигнуты все из заявленных целей, кроме последней. Однако было объявлено, что сбор средств через PayPal продолжится до конца апреля, и, если суммарный объём пожертвований превысит 4,5 миллиона долларов, заявленные в последней цели элементы также будут включены в игру. По состоянию на 7 марта 2016 года уже было собрано более 5 миллионов долларов. Помимо прочего, будут написаны новые повести, посвящённые миру игры. Полный свод новелл будет включать 7 произведений.
Игра установила рекорд по скорости сбора первого миллиона долларов на Kickstarter.
9 июня 2016 разработчики сообщили, что игра уже полностью готова и ее можно пройти от начала до конца, однако есть трудность, с которой столкнулись разработчики, — это перевод игры на другие языки (игра изначально делалась на английском языке). В самой игре очень много диалогов, и их перевод займет много времени, поэтому релиз перенесён на 1 квартал 2017 года. Также разработчики обещали улучшить механику игры, её внешний вид, миссии и много другое. Издателем игры будет компания Techland.
28 февраля 2017 года состоялся полноценный релиз игры на всех платформах.

## Особенности игры
Действие игры будет происходить в фэнтезийном сеттинге для настольных ролевых игр Numenera (разработка которого также была профинансирована через Kickstarter), созданном Монте Куком. В этом средневековом на вид мире технология (сохранившаяся в качестве нуменер — реликтов, оставшихся от давно прекративших существование цивилизаций) неотличима от магии.
Разработчики назвали 4 столпа, составляющих основу игры и продолжающих традиции Planescape: Torment:
- A Deep, Thematically Satisfying Story — глубокий сюжет;
- A World Unlike Any Other — мир, не похожий ни на один другой;
- A Rich, Personal Narrative — насыщенное, сконцентрированное на личностях героев повествование;
- Reactivity, Choice, and Real Consequences — выбор, совершаемый игроком, имеет заметные последствия.

Игрок выступит в роли одной из брошенных физических оболочек, оставшихся от бессмертного бога, способного менять свои стареющие тела.

## Классы персонажей
В игре существуют три класса персонажей:
- Глейв или Клинок (Glaive) — это воин, использующий оружие и броню в сражениях.
- Нано (Nano) — это маг, часто использующий нуменеры. Его способности называют нановолшебством, и происходит оно от нанитной взвеси, повсеместно присутствующей в воздухе.
- Джек или Ключ (Jack) — умелец, сочетающий в себе два предыдущие класса персонажей и имеющий свои слабые стороны. Наиболее гибкий в развитии класс[13].

## Потоки
Потоки — это система мировоззрений Torment: Tides of Numenera. Потоки относятся не к моральным осям «хороший» — «плохой», а скорее к тому, как и за что данную личность будут вспоминать потомки. Нельзя сказать, что люди стремятся к ним — на самом деле, очень немногие вообще знают об их существовании. Потоки больше похожи на невидимые силы (вроде магнетизма или гравитации), которые управляются действиями людей. Потоки описывают наследие, которое они оставляют после себя. Потоками движут действия, а не мотивы. Выделяют пять Потоков:
- Синий — Поток мудрости, просвещения и мистицизма. Это Поток людей, чьей целью является развитие ума и духа (западная культура разделяет эти понятия, однако во многих других культурах они означают одно и то же). Эти люди проводят жизнь в поисках знаний и мудрости, смерть человека для них означает, прежде всего, безвозвратную утрату его знаний. Воплощениями Синего Потока являются учёные, мистики, философы и безумцы.
- Красный — Поток страсти, эмоций, действий и рвения. Это Поток людей, живущих одним моментом, стремящихся сполна ощутить все прелести жизни, или просто следующие дорогой, подсказанной сердцем. Они считают, что жизнь в оковах хуже смерти (неважно, реальны ли эти оковы или это метафора для обозначения возложенных на себя ограничений). Воплощениями Красного Потока являются художники, революционеры, фанатики, гедонисты и харизматичные диктаторы.
- Индиго — Поток справедливости, компромисса и всеобщего блага. Это более широкое, чем закон, понятие, скорее глобальное, чем личное. Люди Индиго полагают, что смерть трагична, но куда как менее трагична, если была ради всеобщего блага. Поток Индиго представлен правителями, законодателями, стражами и тиранами.
- Золотой — Поток добродетельности, сопереживания и самопожертвования. Это Поток людей, посвятивших свою жизнь помощи другим. Попытка назвать Золотой Поток «хорошим» весьма заманчива, но это не совсем верно (человек может помогать другим людям в своих корыстных интересах). Золотой Поток похож на Индиго и в том, что оба ищут блага для других, однако они прямо противоположны в методах достижения этой цели и том, кто должен будет за это платить. К Золотому Потоку относятся святые (истинные и ложные), филантропы и даже криминальные авторитеты, заботящиеся о своих людях или сообществах.
- Серебряный — Поток восхищения, власти и славы. Это Поток людей, которые желают управлять чужими жизнями или ищущих путей оставить след в истории. Этот Поток легко назвать эгоистичным, однако вопросы мотивации не имеют отношения к Потокам. Эгоистичен ли Серебряный персонаж или нет — это этический вопрос, ответ на который зависит от того, для каких целей он использует своё положение. Серебряные персонажи жаждут обладать влиянием (посредством установления личных связей или манипулирования рычагами власти) и обессмертить своё имя в памяти людей. Серебряный Поток воплощается, прежде всего, в сильных личностях.

Потоки в Torment играют роль невидимой силы. Действия игрока, особенно во время диалогов, часто будут увеличивать влияние одного или двух Потоков. Основной Поток определит Наследие, созданное игроком. Потоки растут лишь тогда, когда у игрока есть реальный выбор. Например, опознание предмета является действием, характерным для Синего Потока, однако у игрока нет ни одной реальной причины не делать этого, а потому данное действие не приведёт к росту Синего Потока. Но если опознание предмета требует от игрока выполнения задания или затрат опыта, это приведёт к росту Потока.
Потокам безразличны мотивы игрока, но если он озвучивает их, Потоки приходят в движение. Например, если реакцией игрока на убийство станет шок, то причина, по которой он был шокирован, может изменить Поток, если он озвучит её. «Как ты мог? Ты убил невиновного!» приведёт к росту Золотого, а «Зачем ты убил его?» увеличит Индиго. Разумеется, это не сравнится с ростом Потока от соответствующих действий (например, атаки или попытки арестовать убийцу).

## Нуменеры
Нуменерами называют остатки прежних цивилизаций. Эти объекты могут быть как чрезвычайно полезны, так и невероятно опасны. Выделяют три вида нуменер:
- Артефакты — предметы многоразового использования. Имеют точно определённую цену и сферу применения;
- Шифры — менее эффективные, чем артефакты устройства, зачастую одноразового использования. При ношении большого количества шифров персонаж может начать страдать от побочных эффектов;
- Диковинки — интересные безделушки без определённой сферы применения, что отнюдь не означает их бесполезность.

Существует также классификация нуменер по их происхождению:
- Добытые — обнаруженные и/или идентифицированные предметы;
- Объединённые — объединение двух или трёх предметов для создания чего-то нового;
- Собранные — те же объединённые, но обработанные так, чтобы выглядеть как готовое реальное устройство, некая сборка. У некоторых есть даже название или инструкции по использованию;
- Созданные — уникальные предметы, созданные с нуля, как правило, в результате многолетнего изучения нуменер. Такие предметы очень редкие.

Нуменеры полезны сами по себе, но могут быть объединены с другими предметами. Например, кристалл со свойством телепортации, будучи прикреплённым к броне, телепортирует ударившего по ней противника на некоторое расстояние от того, на ком она надета. При сборке предметов могут возникнуть побочные эффекты и капризы. Если прикрепить к поясу, снижающему силу тяжести, кристалл из предыдущего примера, то противник будет телепортироваться в два раза дальше. Каприз — случайный, непредсказуемый, а иногда и вредный эффект (например, иногда сбивающий с ног и друзей, и врагов). Вероятность возникновения капризов у собранного предмета можно уменьшить, обладая специальными навыками.

## Инвентарь
Инвентарь в Torment: Tides of Numenera будет состоять из следующих типов ячеек:
- Ячейки снаряжения. Предназначены для брони, шлемов, перчаток, обуви, плаща, колец, пояса и тому подобных предметов;
- Несвязанные ячейки. Здесь расположены объекты, которые не надеваются и не носятся персонажами в руках, вроде камня, который парит вокруг головы хозяина или цепкого хвоста, имплантированного в тело. У большинства персонажей будет как минимум одна несвязанная ячейка;
- Ячейки быстрого доступа. Отображают все имеющиеся используемые предметы рюкзака, шифры, а также активируемые способности надетых на персонажа артефактов;
- Ячейки шифров. Все шифры находящийся у персонажа и информация по ним отображаются в этом разделе.
- Квестовые ячейки. Здесь показанны все вещи для заданий, что есть у группы.

Количество ячеек рюкзака в игре не ограниченное. При заполнении всех доступных ячеек будет предоставлена новая страница с ячейками.

## Кризисы
Разработчики Torment: Tides of Numenera решили расширить понятие сражений. Кризисом называется важное событие, подразумевающее некоторое испытание (или несколько таковых). Все сражения являются частью Кризисов, однако Кризисы включают в себя игровой процесс и решения за пределами сражений. Некоторые из них вообще не подразумевают сражений. Типичный Кризис содержит непосредственную угрозу сражения, но боя можно избежать.
Концепция Кризисов преследует различные дизайнерские цели. Они основательно подкрепляют повествование Torment, позволяя создать сильную связь между сражениями (да и вообще стратегическими испытаниями), сюжетом и персонажами. Благодаря им сражения поддерживают основную идею Torment, уделяя особое внимание выборам и последствиям. А с точки зрения разработки игры, они позволяют дизайнерам сосредоточиться на различных аспектах игрового процесса. Все Кризисы создаются дизайнерами вручную.

## Отзывы и критика
| Сводный рейтинг       | Сводный рейтинг                            |
| Агрегатор             | Оценка                                     |
| --------------------- | ------------------------------------------ |
| GameRankings          | - 81,66 % (PC) - 75,76 % (PS4)             |
| Metacritic            | 83/100 (PC) 76/100 (PS4) 82/100 (Xbox One) |
| Иноязычные издания    |                                            |
| Издание               | Оценка                                     |
| Destructoid           | 7,5/10                                     |
| Game Informer         | 8,5/10                                     |
| IGN                   | 8,8/10                                     |
| PC Gamer (US)         | 89/100                                     |
| Русскоязычные издания |                                            |
| Издание               | Оценка                                     |
| 3DNews                | 7/10                                       |
| Riot Pixels           | 74 %                                       |
| «Игромания»           | 9,0/10                                     |
| «Игры Mail.ru»        | 9,0/10                                     |
| «НИМ»                 | 7,7/10                                     |

Сайт Metacritic на основе 44 рецензий выставил Torment: Tides of Numenera 83 балла из 100.
Издательство Игромания поставило игре 9 баллов из 10 возможных.

Не просто достойная наследница, но идеальное дополнение к культовой Planescape: Torment. Шедевр, который, впрочем, подойдет не всем: большую часть игрового времени здесь нужно изучать текст и использовать воображение на полную катушку.
— игровой журнал «Игромания»
Летом 2018 года, благодаря уязвимости в защите Steam Web API, стало известно, что точное количество пользователей сервиса Steam, которые играли в игру хотя бы один раз, составляет 206 681 человек.